# Liste der Vizegouverneure von Pennsylvania

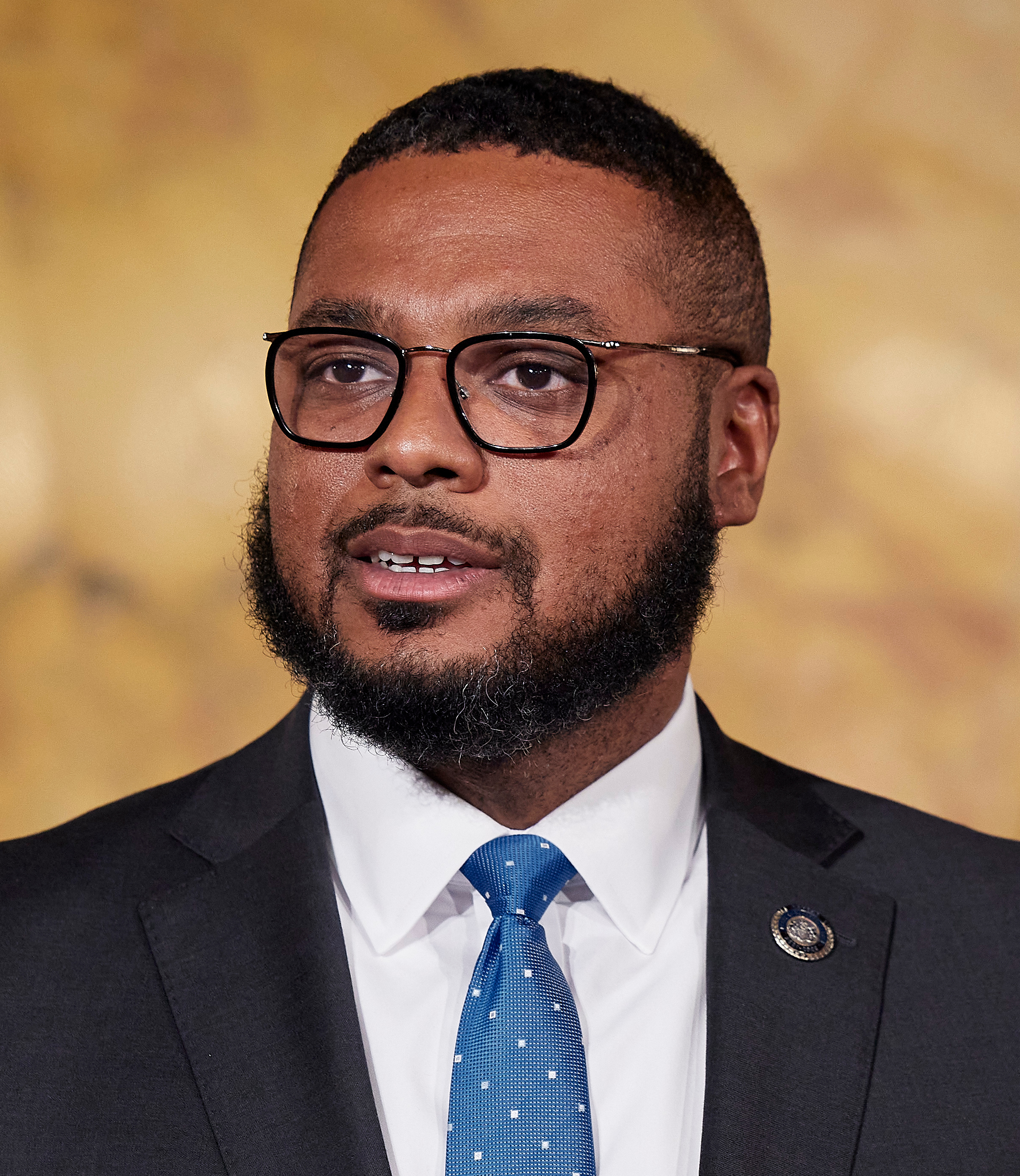
Austin Davis, derzeitiger Vizegouverneur von Pennsylvania

Das Amt des Vizegouverneurs (lieutenant governor) besteht im US-Bundesstaat Pennsylvania seit dem Jahr 1873, als es durch eine Verfassungsänderung geschaffen wurde. Der Vizegouverneur steht dem Senat von Pennsylvania als Präsident vor und rückt im Falle des Todes oder des Rücktrittes des Gouverneurs auf dessen Posten nach. Die Amtszeit beträgt vier Jahre; seit 1968 ist eine einmalige Wiederwahl möglich. Derzeit ist Austin Davis der 35. Lieutenant Governor.
| Name                         | Amtszeit  | Partei       |
| ---------------------------- | --------- | ------------ |
| John Latta                   | 1875–1879 | Demokrat     |
| Charles Warren Stone         | 1879–1883 | Republikaner |
| Chauncey Forward Black       | 1883–1887 | Demokrat     |
| William T. Davies            | 1887–1891 | Republikaner |
| Louis Arthur Watres          | 1891–1895 | Republikaner |
| Walter Lyon                  | 1895–1899 | Republikaner |
| John Peter Shindel Gobin     | 1899–1903 | Republikaner |
| William M. Brown             | 1903–1907 | Republikaner |
| Robert S. Murphy             | 1907–1911 | Republikaner |
| John Merriman Reynolds       | 1911–1915 | Demokrat     |
| Frank B. McClain             | 1915–1919 | Republikaner |
| Edward Ensinger Beidleman    | 1919–1923 | Republikaner |
| David J. Davis               | 1923–1927 | Republikaner |
| Arthur Horace James          | 1927–1931 | Republikaner |
| Edward C. Shannon            | 1931–1935 | Republikaner |
| Thomas Kennedy               | 1935–1939 | Demokrat     |
| Samuel S. Lewis              | 1939–1943 | Republikaner |
| John Cromwell Bell           | 1943–1947 | Republikaner |
| Daniel Bursk Strickler       | 1947–1951 | Republikaner |
| Lloyd H. Wood                | 1951–1955 | Republikaner |
| Roy E. Furman                | 1955–1959 | Demokrat     |
| John Morgan Davis            | 1959–1963 | Demokrat     |
| Raymond Philip Shafer        | 1963–1967 | Republikaner |
| Raymond Joseph Broderick     | 1967–1971 | Republikaner |
| Ernest P. Kline              | 1971–1979 | Demokrat     |
| William Worthington Scranton | 1979–1987 | Republikaner |
| Mark Stephen Singel          | 1987–1995 | Demokrat     |
| Mark Steven Schweiker        | 1995–2001 | Republikaner |
| Robert C. Jubelirer          | 2001–2003 | Republikaner |
| Catherine Baker Knoll        | 2003–2008 | Demokrat     |
| Joseph B. Scarnati           | 2008–2011 | Republikaner |
| James Cawley                 | 2011–2015 | Republikaner |
| Michael J. Stack III         | 2011–2015 | Demokrat     |
| John Karl Fetterman          | 2019–2023 | Demokrat     |
| Austin Davis                 | seit 2023 | Demokrat     |